# Нимфопетра
Нимфопетра или Чали махала (на гръцки: Νυμφόπετρα, до 1926 Τσαλή Μαχαλά, Цали махала) е село в Гърция, част от дем Бешичко езеро (Волви) в област Централна Македония със 779 жители (2001).

## География
Нимфопетра е разположено в южното подножие на Бешичката планина (Ори Волви), близо до западния бряг на Бешичкото езеро.

## История

### В Османската империя
В XIX век Чали махала е турско село в Лъгадинска каза на Османската империя. Към 1900 година според статистиката на Васил Кънчов („Македония. Етнография и статистика“) в Челе Махала живеят 200 жители турци и 75 цигани.

### В Гърция
След Междусъюзническата война в 1913 година Чали махала попада в Гърция. В 1913 година селото (Τσαλή Μαχαλάδες) има 286 жители.
През 20-те години турското население на селото се изселва и на негово място са настанени гърци бежанци. Според преброяването от 1928 година Чали махала е чисто бежанско село със 78 бежански семейства, с 315 души.
В 1926 година селото е прекръстено на Нимфопетра.